# Guitard
Guitard, a vegades escrit Guitart, fou vescomte de Barcelona successor probablement de Gombau (també Gombald) que era el seu pare. Fou marmessor del comte de Barcelona Miró I (966) i va anar dues vegades a la cort califal de Còrdova com a ambaixador del comte Borrell II.
Va estar casat amb Gerberga, de la que no es té cap referència històrica, amb la que va tenir quatre fills: 
- Udalard casat amb Riquilda
- Geribert que es va casar amb Ermengarda, germana de Riquilda i, ambdues, filles del comte Borrell II.
- Adalbert († a. 28 nov 1010).[1]
- Filla sense identificar († d. 1 maig 1011), esmentada en un document de Geribert datat el 1011.[2]

Va morir vers el 985 i el va succeir el seu fill gran Udalard.